# Jurassic Coast

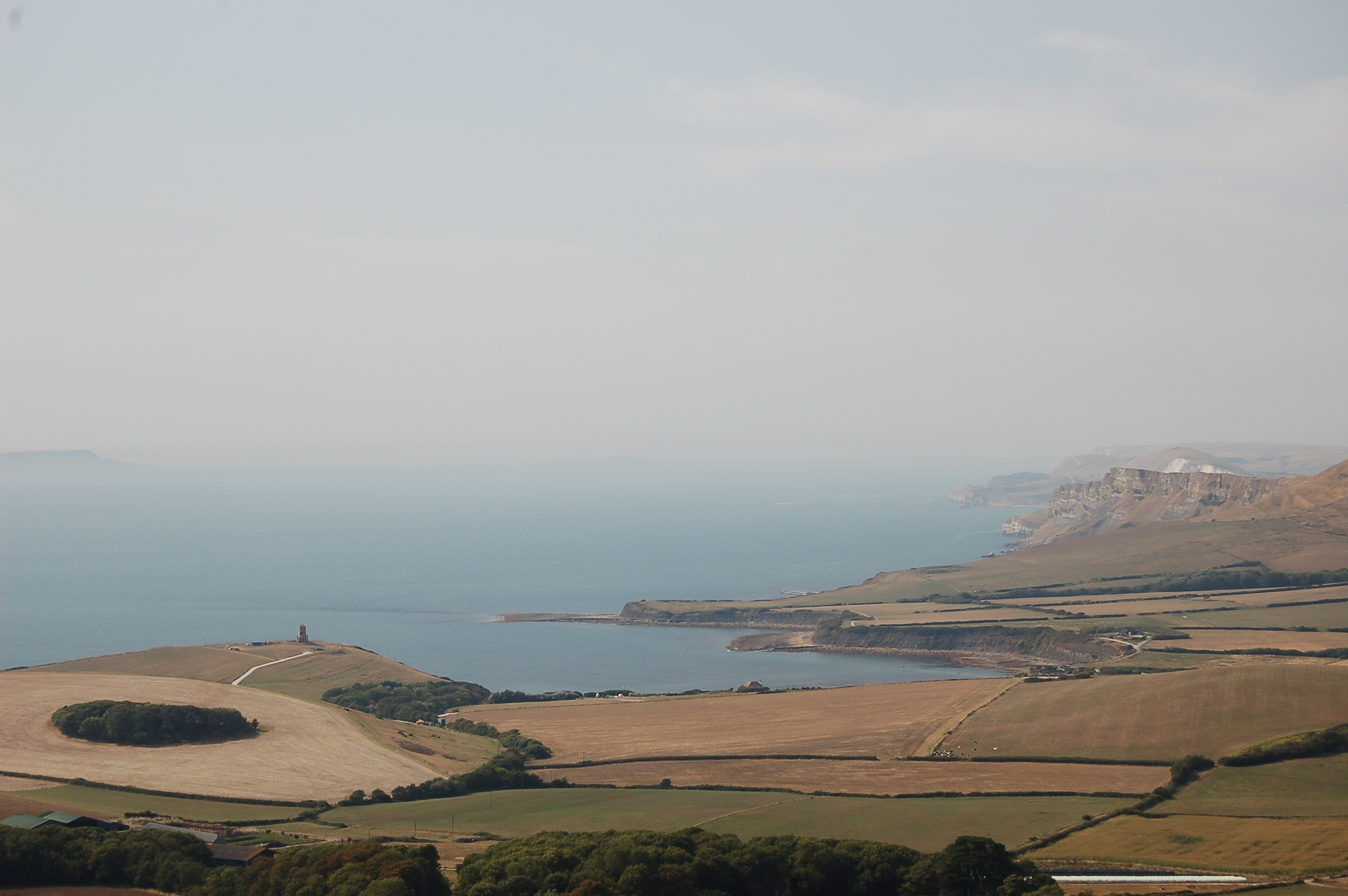
Jurassic Coast

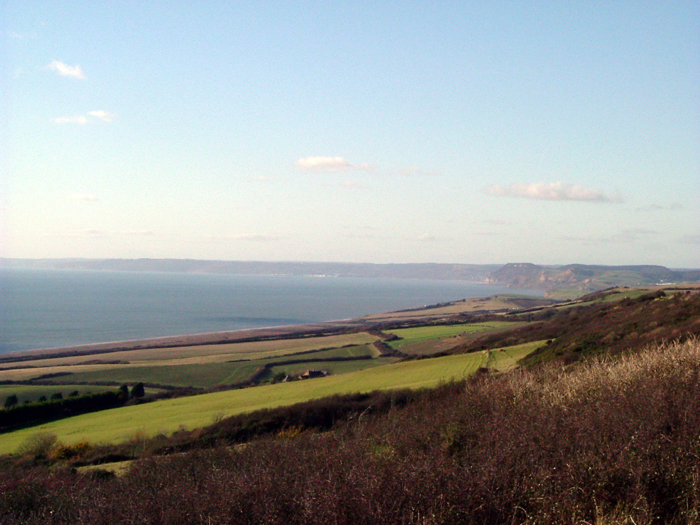
Lyme Bay

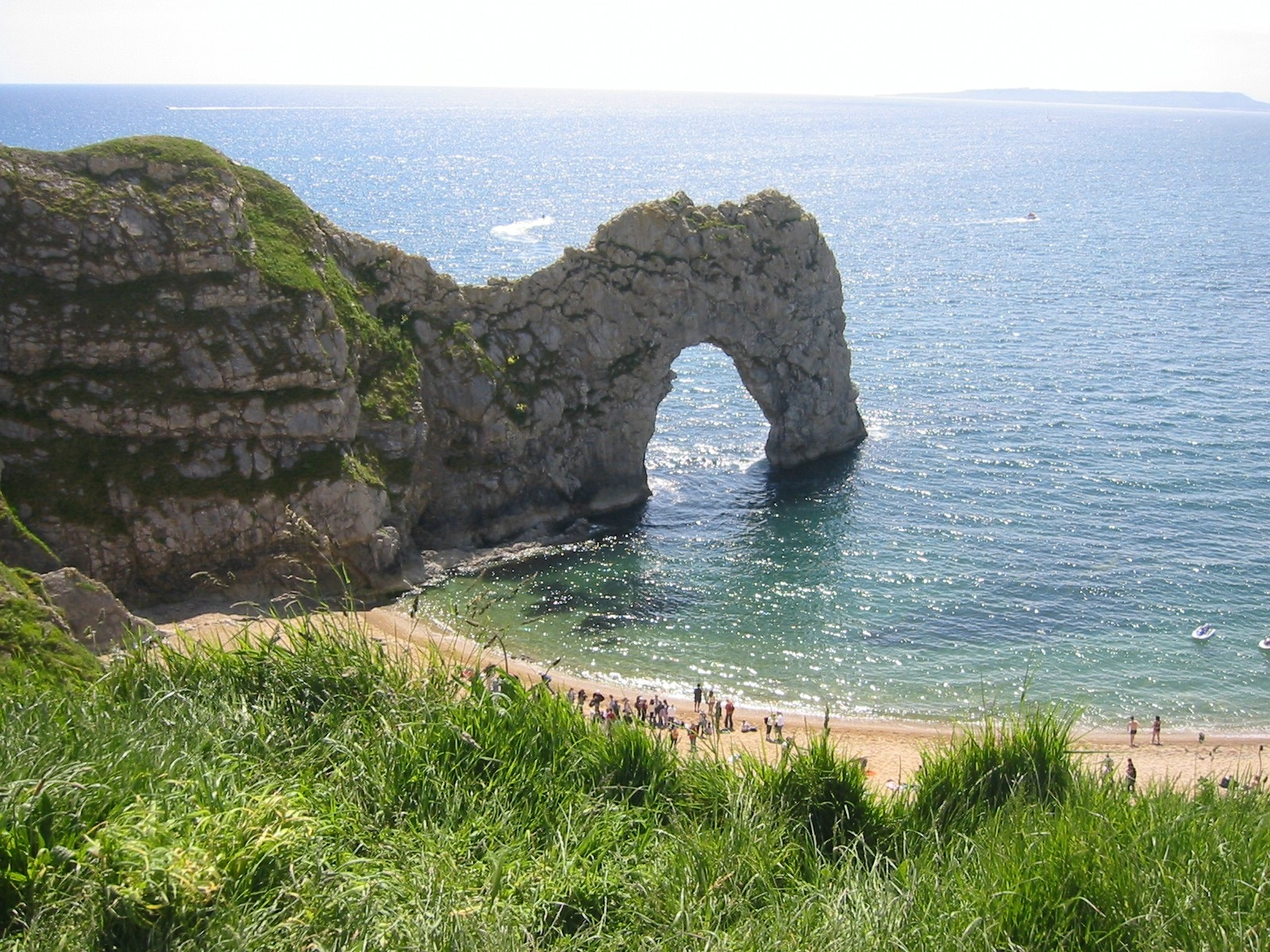
Durdle Door

Jurassic Coast (engelska för Jurakusten) är ett världsarv på den engelska sydkusten i närheten av Dorset med unika klippformationer som bildades under mesozoikum för cirka 185 miljoner år sedan. Områdets viktiga fossila fynd och geologiska formationer har studerats av forskare sen 1700-talet.

## Samhällen i området
- Weymouth
- West Bay
- Abbotsbury
- Bridport
- Budleigh Salterton
- Charmouth — Charmouth Heritage Coast Centre
- East Lulworth
- Exmouth
- Lyme Regis
- Seaton
- Sidmouth
- Swanage
- West Lulworth